# Edipo (Séneca)
Edipo (Œdipus, en latín) es una tragedia teatral escrita por Lucio Anneo Séneca en el siglo I. La obra ofrece una revisión del mito de Edipo, que quizá sea más conocido por la obra de teatro griega Edipo rey, del ateniense Sófocles. Al contrario de ésta, el Edipo de Séneca, escrito en latín, no estaba destinada a ser representada en un teatro, sino a ser recitada en reuniones privadas.

## Personajes
En su tragedia están presentes los personajes propios del mito de Edipo, a saber:

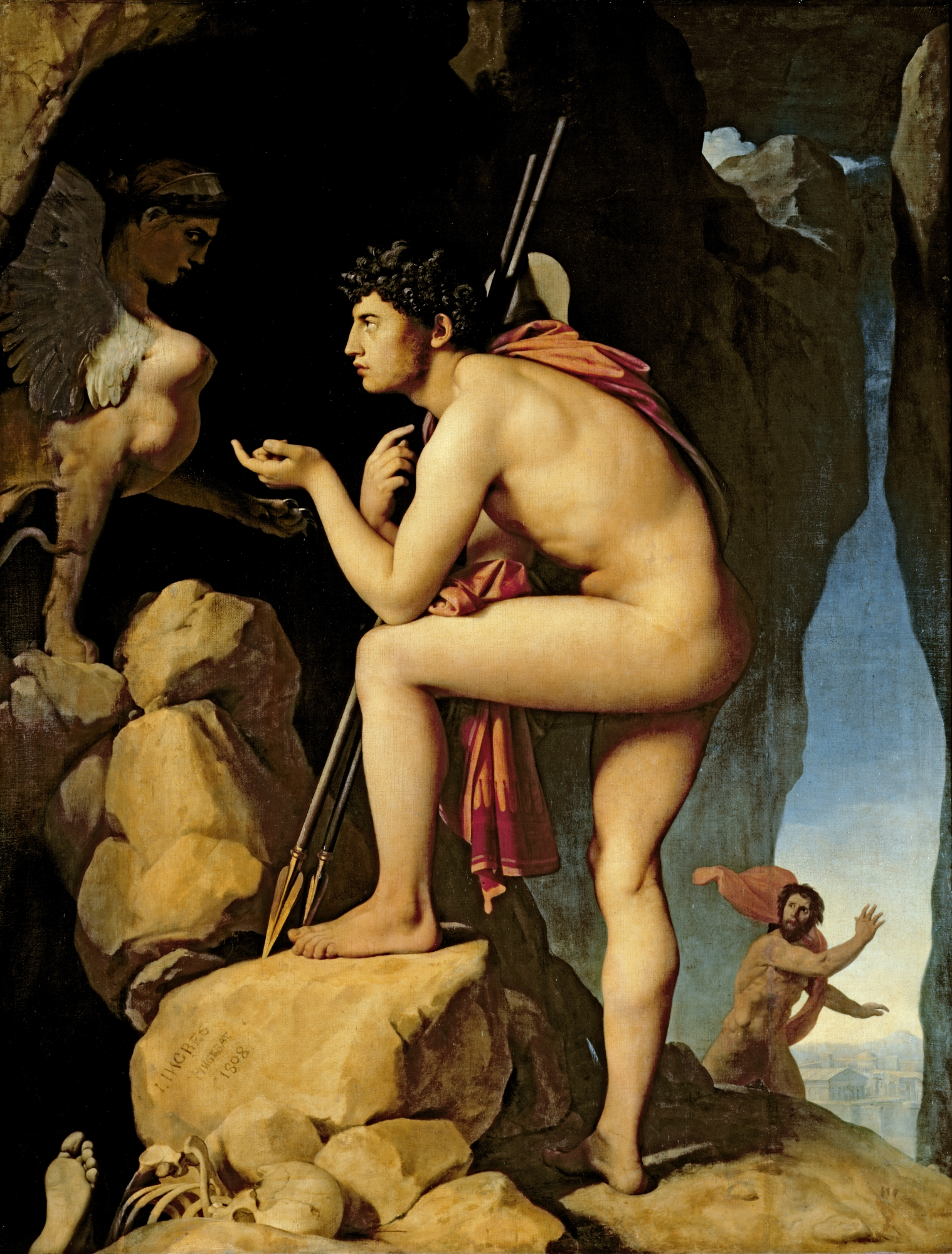
Edipo, protagonista de la obra, y la esfinge. El coro del Edipo de Séneca cuenta la fábula de la esfinge. En la imagen, el cuadro de Ingres.

- Edipo, rey de Tebas, marido de Yocasta, y supuesto hijo del rey Pólibo de Corinto. Es el protagonista de la obra.
- Yocasta, viuda del rey Layo, esposa de Edipo, y hermana de Creonte.
- Creonte, hermano de Yocasta y consejero jefe de Edipo en Tebas.
- Tiresias, el famoso adivino ciego, que encarga a Edipo buscar al asesino del viejo rey Layo.
- Manto, hija de Tiresias. La trama la usa para describir el sacrificio de Tiresias a Edipo, y por tanto también al público.
- El Anciano, mensajero de Corinto que informa a Edipo de la muerte de Pólibo, y le cuenta parte del auténtico pasado de Edipo al mismo.
- Forbas, un viejo pastor que entregó a Edipo al Anciano cuando aquel era un niño, y que revela a Edipo su auténtico parentesco con Layo y Yocasta
- Un Mensajero que relata lo que le pasa a Edipo al comienzo del quinto acto.
- El Coro de ancianos tebanos.

## Trama

### Primer acto
La obra comienza con un temeroso Edipo lamentando la plaga que está asolando Tebas, la ciudad de la que es Rey. Los tebanos están muriendo en tan gran número que no hay suficientes vivos para asegurarse de que todas las víctimas de la plaga sean adecuadamente incineradas. También menciona una profecía del oráculo de Apolo previa a su venida a Tebas, según la cual mataría a su padre y se casaría con su madre, razón por la cual abandonó el reino de su padre Pólibo, Corinto. Sin embargo, Edipo se muestra tan afectado por lo que está ocurriendo en Tebas que empieza a plantearse volver a su ciudad natal de Corinto. Yocasta, su mujer, le convence de lo contrario, y Edipo se queda en Tebas.

### Segundo acto
Creonte vuelve del Oráculo de Delfos con instrucciones para librar a Tebas de la plaga: la ciudad debe vengar la muerte del viejo Rey Layo si quiere verse libre de la misma. ante esta noticia, Edipo, irónicamente, lanza una maldición al todavía desconocido asesino, deseándole todos «los crímenes de los que yo he huido». El adivino Tiresias aparece, y Edipo le pide que explique el significado del oráculo, esto es, que dé el nombre del asesino; Tiresias ofrece un sacrificio a los dioses, y procede luego a examinar las vísceras del animal sacrificado, descubriendo augurios horribles, pero ningún nombre. Al no ser capaz de ofrecer el nombre del asesino, Tiresias propone invocar al fantasma de Layo desde el Érebo para que sea éste quien dé el nombre de su asesino.

### Tercer acto
Creonte vuelve de hablar con Tiresias, quien acaba de hablar con el fantasma de Layo, pero no quiere revelar a Edipo el nombre del asesino. Edipo lo amenaza, y Creonte acaba por ceder: dice que Layo acusa al propio Edipo de tener sus manos manchadas de sangre y de haber «profanado el lecho nupcial de su padre». Además, afirma que Layo promete que la plaga concluirá si Edipo es expulsado de Tebas. Creonte aconseja a Edipo abdicar, pero Edipo comienza a creer que se ha inventado, junto con Tiresias, toda la historia, para poder hacerse con el trono. A pesar de las protestas de Creonte, Edipo lo hace arrestar.

### Cuarto acto
Edipo comienza a sentirse molesto por una tenue memoria que alberga: recuerda haber matado, en su camino a Tebas, a un hombre que se comportó de forma arrogante con él. Mientras tanto, llega un anciano mensajero de Corinto con malas nuevas, pues al parecer su padre el Rey Pólibo ha muerto, y a Edipo le corresponde heredar el trono de Corinto. Como aún teme la profecía de Apolo según la cual se casará con su madre, se muestra poco dispuesto a volver. Sin embargo, el anciano mensajero le dice que la reina de Corinto no es su madre, pues él mismo recogió a Edipo cuando éste era un bebé en el monte Cítero. Tras amenazar al pastor que entregó el bebé Edipo al anciano mensajero, Edipo descubre que su madre es Yocasta.

### Quinto acto
Un nuevo mensajero aparece, llevando la noticia de que Edipo pensó en suicidarse y haciendo después que su cuerpo fuera arrojado a las bestias salvajes, pero que después recapacitó pensando que su crimen merecía un castigo mucho peor, debido al sufrimiento al que había llevado a Tebas. Así, decide castigarse con una muerte lenta; dice querer para sí un castigo con el que «ni se sumará a las filas de los muertos ni morará entre los vivos», tras lo cual se arranca los ojos. Aparece en escena una Yocasta consternada, que dice querer morir ella también, y se arroja a las espada que Edipo está blandiendo. Tras esto, Edipo parte de Tebas. 

## El papel del coro
El coro al final del acto primero informa sobre la plaga, y cómo se ha desarrollado. Al final del segundo acto, el coro habla del dios Baco, patrón de Tebas. Al final del tercer acto, el coro narra algunos otros sucesos terribles que han acontecido en Tebas. El coro al final del cuarto acto se torna más filosófico, y alaba la vida siguiendo una «segura vía media» frente a la ambición de llegar muy alto, repitiendo el tema de la dorada medianía (aurea mediocritas) de Horacio. Para clarificar esto, relatan la historia de Ícaro como una parábola de aquellos que quisieron volar demasiado alto. No obstante, dejan claro que nadie es capaz de alterar su destino, algo que vuelven a repetir al final del quinto acto, al afirmar que ni Dios ni los rezos pueden alterar la vida a la que cada individuo está predestinado. Este punto de vista es contrario a las enseñanzas del estoicismo, que sostiene que el destino y la divinidad son lo mismo. Además, tampoco es parte de la cosmología estoica el que el destino sea arbitrario y no racional ni benigno, como defiende Séneca en la obra.

## Diferencias entre elEdipode Séneca y elEdipo reyde Sófocles
En general, la tragedia de Séneca es mucho más oscura que la de Sófocles, y además está más teñida por una segunda intencionalidad más filosófica. Otras diferencias serían:
- El Edipo de Séneca es un personaje atormentado y aterrador, dominado por el sentimiento de culpa y por la sospecha de que podría estar implicado en la plaga de Tebas; el Edipo de Sófocles, por el contrario, es orgulloso e imperioso.
- El tono de la tragedia de Séneca es más violento; el sacrificio llevado a cabo por Tiresias, por ejemplo, es un detalle gráfico mucho más explícito y sangriento.
- En la obra de Sófocles no aparece Manto.
- En la obra de Séneca, Edipo se arranca los ojos con la espada con la que luego se suicidará Yocasta. En la de Sófocles, Yocasta se suicida primero, y Edipo se arranca los ojos con el broche de oro del vestido de ésta.
- En la obra de Séneca, Edipo parece, cuanto menos, ayudar a morir a Yocasta, y dada la ambigüedad del texto, incluso podría haberla matado. En la obra de Sófocles, Yocasta se cuelga, y posteriormente Edipo se encuentra con su cadáver.
- En la obra de Séneca, Layo nombra a su asesino, pero en la de Sófocles la culpabilidad de Edipo surge conforme avanza la trama y se van atando cabos.
- En la obra de Séneca no se hace mención a los hijos de Edipo, mientras que en la de Sófocles Edipo los deja al cuidado de Creonte.
- El Edipo de Seneca concluye con Edipo abandonando Tebas, mientras que el de Sófocles con Creonte informando a Edipo de que su reinado ha concluido.

## Reputación posterior
El Edipo de Séneca ha sido tenido como uno de los principales modelos de tragedia clásica, y dejó ver su influencia en el teatro isabelino inglés. Además, aunque no estaba escrito para ser representando, desde el Renacimiento han sido muchas las veces que ha sido llevado a escena, como por ejemplo en el Festival de Teatro Clásico de Mérida. El director Kirguiko Ovliakuli Khodzhakuli debutó en el cine en 2004 con una versión cinematográfica del Edipo de Séneca, en la que él mismo hace un cameo como Layo.